# Zeuxidiplosis giardi
Zeuxidiplosis giardi är en tvåvingeart som först beskrevs av Jean-Jacques Kieffer 1896.  Zeuxidiplosis giardi ingår i släktet Zeuxidiplosis och familjen gallmyggor. Inga underarter finns listade i Catalogue of Life.